# Mistrovství světa v orientačním běhu 2007
24. Mistrovství světa v orientačním běhu proběhlo na Ukrajině s centrem ve městě Kyjev, jenž je hlavním městem a leží v severní části země na řece Dněpr. Termín konání mistrovství byl 18.–26. srpna 2007. Šlo o dvacáté čtvrté mistrovství světa a první pořádané Ukrajinským svazem orientačního běhu (Ukrainian Orienteering Federation).

## Program závodů
| Den       | Závod                | Centrum závodu            |
| --------- | -------------------- | ------------------------- |
| 18. srpna | Kvalifikace – Sprint | Golosiivo                 |
| 19. srpna | Kvalifikace – Long   | Pidgirtsi                 |
| 20. srpna | Kvalifikace – Middle | Bortnychi                 |
| 22. srpna | Finále – Middle      | Bortnychi                 |
| 23. srpna | Finále – Long        | Golosiivo                 |
| 25. srpna | Štafety              | Golosiivo                 |
| 26. srpna | Finále – Sprint      | Kyjev (Botanická zahrada) |

Nominovaní byli:
Ženy: Dana Brožková 1981 (SC Jičín), Radka Brožková 1984 (SC Jičín), Lucie Krafková 1985 (OK Jiskra Nový Bor), Eva Juřeníková 1978 (Domnarvets GOIF), Zdenka Stará 1979 (Tesla Brno). Náhradnice: Iveta Duchová 1986 (Lokomotiva Pardubice).
Muži: Tomáš Dlabaja 1983 (Žabovřesky Brno), Petr Losman 1979 (OK 99 Hradec Králové), Michal Jedlička 1973 (Slavia Hradec Králové), Michal Smola 1981 (SKOB Zlín), Jan Procházka 1984 (Praga Praha). Náhradník: Vladimír Lučan 1977 (Lokomotiva Pardubice)

## Výsledky Sprint
| Muži | Muži | Muži | Muži | Muži | Ženy | Ženy | Ženy | Ženy | Ženy |
| --- | --- | --- | --- | --- | --- | --- | --- | --- | --- |
| - Traťové parametry: 3,2 km, 14 kontrol, 95m převýšení. - Mapa: Botanic Garden/War Memorial Museum 1:5 000 E 2,5 m | - Traťové parametry: 3,2 km, 14 kontrol, 95m převýšení. - Mapa: Botanic Garden/War Memorial Museum 1:5 000 E 2,5 m | - Traťové parametry: 3,2 km, 14 kontrol, 95m převýšení. - Mapa: Botanic Garden/War Memorial Museum 1:5 000 E 2,5 m | - Traťové parametry: 3,2 km, 14 kontrol, 95m převýšení. - Mapa: Botanic Garden/War Memorial Museum 1:5 000 E 2,5 m | - Traťové parametry: 3,2 km, 14 kontrol, 95m převýšení. - Mapa: Botanic Garden/War Memorial Museum 1:5 000 E 2,5 m | - Traťové parametry: 2,5 km, 14 kontrol, 75m převýšení. - Mapa: Botanic Garden/War Memorial Museum 1:5 000 E 2,5 m | - Traťové parametry: 2,5 km, 14 kontrol, 75m převýšení. - Mapa: Botanic Garden/War Memorial Museum 1:5 000 E 2,5 m | - Traťové parametry: 2,5 km, 14 kontrol, 75m převýšení. - Mapa: Botanic Garden/War Memorial Museum 1:5 000 E 2,5 m | - Traťové parametry: 2,5 km, 14 kontrol, 75m převýšení. - Mapa: Botanic Garden/War Memorial Museum 1:5 000 E 2,5 m | - Traťové parametry: 2,5 km, 14 kontrol, 75m převýšení. - Mapa: Botanic Garden/War Memorial Museum 1:5 000 E 2,5 m |
| Umístění | Země | Jméno | Čas | Ztráta | Umístění | Země | Jméno | Čas | Ztráta |
| | Francie | Thierry Gueorgiou                                                                                                  | 0:14:44 | | | Švýcarsko | Simone Niggliová                                                                                                   | 0:12:06 | |
| | Švýcarsko | Matthias Merz | 0:14:45 | + 0:00:01 | | Finsko | Minna Kauppiová | 0:12:26 | +0:00:20 |
| | Švédsko | Martin Johansson                                                                                                   | 0:15:03 | + 0:00:19 | | Švédsko | Lena Eliassonová                                                                                                   | 0:12:46 | +0:00:40 |
| 6. | Česko | Tomáš Dlabaja | 0:15:10 | + 0:00:26 | 13. | Česko | Dana Brožková | 0:13:47 | + 0:01:41 |
| 15. | Česko | Michal Smola | 0:15:45 | + 0:01:01 | 25. | Česko | Radka Brožková | 0:14:28 | + 0:02:22 |
| | | | | | 34. | Česko | Lucie Krafková | 0:14:52 | + 0:02:46 |
| Oficiální výsledky: Ženy i Muži                                                                                    | | | | | | | | | |

## Výsledky Krátká trať (Middle)
| Muži                                                                                        | Muži                                                                                        | Muži                                                                                        | Muži                                                                                        | Muži                                                                                        | Ženy                                                                                       | Ženy                                                                                       | Ženy                                                                                       | Ženy                                                                                       | Ženy                                                                                       |
| ------------------------------------------------------------------------------------------- | ------------------------------------------------------------------------------------------- | ------------------------------------------------------------------------------------------- | ------------------------------------------------------------------------------------------- | ------------------------------------------------------------------------------------------- | ------------------------------------------------------------------------------------------ | ------------------------------------------------------------------------------------------ | ------------------------------------------------------------------------------------------ | ------------------------------------------------------------------------------------------ | ------------------------------------------------------------------------------------------ |
| - Traťové parametry: 6,2 km, 17 kontrol, 110m převýšení. - Mapa: Bortnichi 1:10 000 E 2,5 m | - Traťové parametry: 6,2 km, 17 kontrol, 110m převýšení. - Mapa: Bortnichi 1:10 000 E 2,5 m | - Traťové parametry: 6,2 km, 17 kontrol, 110m převýšení. - Mapa: Bortnichi 1:10 000 E 2,5 m | - Traťové parametry: 6,2 km, 17 kontrol, 110m převýšení. - Mapa: Bortnichi 1:10 000 E 2,5 m | - Traťové parametry: 6,2 km, 17 kontrol, 110m převýšení. - Mapa: Bortnichi 1:10 000 E 2,5 m | - Traťové parametry: 5,1 km, 14 kontrol, 90m převýšení. - Mapa: Bortnichi 1:10 000 E 2,5 m | - Traťové parametry: 5,1 km, 14 kontrol, 90m převýšení. - Mapa: Bortnichi 1:10 000 E 2,5 m | - Traťové parametry: 5,1 km, 14 kontrol, 90m převýšení. - Mapa: Bortnichi 1:10 000 E 2,5 m | - Traťové parametry: 5,1 km, 14 kontrol, 90m převýšení. - Mapa: Bortnichi 1:10 000 E 2,5 m | - Traťové parametry: 5,1 km, 14 kontrol, 90m převýšení. - Mapa: Bortnichi 1:10 000 E 2,5 m |
| Umístění                                                                                    | Země                                                                                        | Jméno                                                                                       | Čas                                                                                         | Ztráta                                                                                      | Umístění                                                                                   | Země                                                                                       | Jméno                                                                                      | Čas                                                                                        | Ztráta                                                                                     |
|                                                                                             | Francie                                                                                     | Thierry Gueorgiou                                                                           | 0:32:21                                                                                     |                                                                                             |                                                                                            | Švýcarsko                                                                                  | Simone Niggliová                                                                           | 0:32:13                                                                                    |                                                                                            |
|                                                                                             | Finsko                                                                                      | Tero Föhr                                                                                   | 0:34:22                                                                                     | + 0:02:01                                                                                   |                                                                                            | Finsko                                                                                     | Heli Jukkolaová                                                                            | 0:33:18                                                                                    | +0:01:05                                                                                   |
|                                                                                             | Rusko                                                                                       | Valentin Novikov                                                                            | 0:34:30                                                                                     | + 0:02:09                                                                                   |                                                                                            | Norsko                                                                                     | Marianne Andersenová                                                                       | 0:34:14                                                                                    | +0:02:01                                                                                   |
| 21.                                                                                         | Česko                                                                                       | Jan Procházka                                                                               | 0:37:53                                                                                     | + 0:05:32                                                                                   | 8.                                                                                         | Česko                                                                                      | Radka Brožková                                                                             | 0:37:45                                                                                    | + 0:05:32                                                                                  |
| 23.                                                                                         | Česko                                                                                       | Michal Jedlička                                                                             | 0:38:08                                                                                     | + 0:05:47                                                                                   | 11.                                                                                        | Česko                                                                                      | Zdenka Stará                                                                               | 0:39:00                                                                                    | + 0:06:47                                                                                  |
|                                                                                             |                                                                                             |                                                                                             |                                                                                             |                                                                                             | 12.                                                                                        | Česko                                                                                      | Eva Juřeníková                                                                             | 0:39:05                                                                                    | + 0:06:52                                                                                  |
| Oficiální výsledky: Ženy i Muži                                                             |                                                                                             |                                                                                             |                                                                                             |                                                                                             |                                                                                            |                                                                                            |                                                                                            |                                                                                            |                                                                                            |

## Výsledky Klasická trať (Long)
| Muži                                                                                       | Muži                                                                                       | Muži                                                                                       | Muži                                                                                       | Muži                                                                                       | Ženy                                                                                       | Ženy                                                                                       | Ženy                                                                                       | Ženy                                                                                       | Ženy                                                                                       |
| ------------------------------------------------------------------------------------------ | ------------------------------------------------------------------------------------------ | ------------------------------------------------------------------------------------------ | ------------------------------------------------------------------------------------------ | ------------------------------------------------------------------------------------------ | ------------------------------------------------------------------------------------------ | ------------------------------------------------------------------------------------------ | ------------------------------------------------------------------------------------------ | ------------------------------------------------------------------------------------------ | ------------------------------------------------------------------------------------------ |

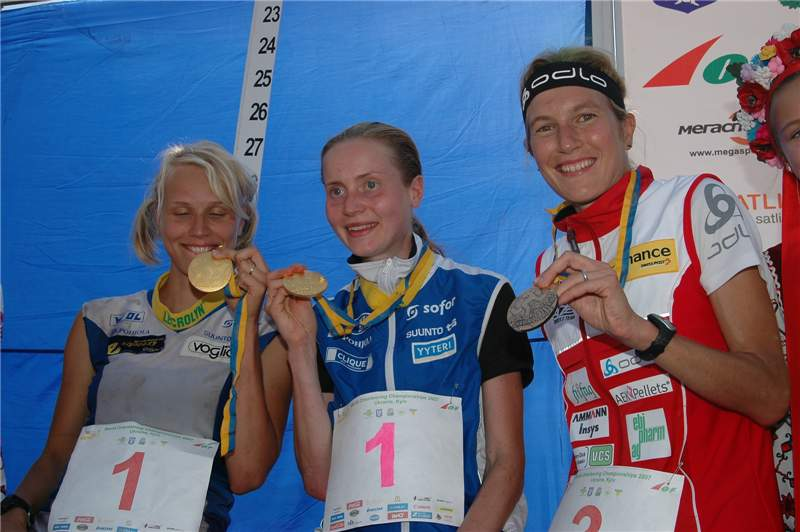
Vítězky longu, zleva Minna Kauppiová, Heli Jukkolaová a Simone Niggliová

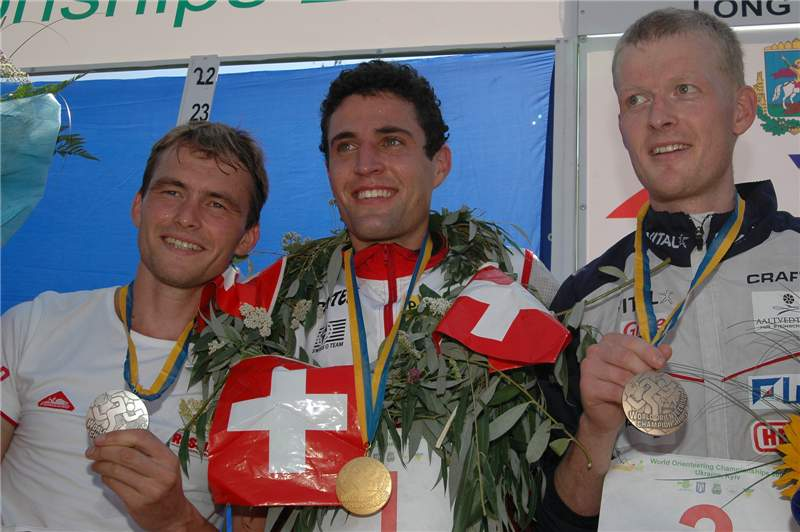
Vítězové longu zleva Andrej Chramov, Matthias Merz a Anders Nordberg

| - Traťové parametry: 18,2 km, 23 kontrol, 550m převýšení. - Mapa: Golosiivo 1:15 000 E 5 m | - Traťové parametry: 18,2 km, 23 kontrol, 550m převýšení. - Mapa: Golosiivo 1:15 000 E 5 m | - Traťové parametry: 18,2 km, 23 kontrol, 550m převýšení. - Mapa: Golosiivo 1:15 000 E 5 m | - Traťové parametry: 18,2 km, 23 kontrol, 550m převýšení. - Mapa: Golosiivo 1:15 000 E 5 m | - Traťové parametry: 18,2 km, 23 kontrol, 550m převýšení. - Mapa: Golosiivo 1:15 000 E 5 m | - Traťové parametry: 11,9 km, 23 kontrol, 300m převýšení. - Mapa: Golosiivo 1:15 000 E 5 m | - Traťové parametry: 11,9 km, 23 kontrol, 300m převýšení. - Mapa: Golosiivo 1:15 000 E 5 m | - Traťové parametry: 11,9 km, 23 kontrol, 300m převýšení. - Mapa: Golosiivo 1:15 000 E 5 m | - Traťové parametry: 11,9 km, 23 kontrol, 300m převýšení. - Mapa: Golosiivo 1:15 000 E 5 m | - Traťové parametry: 11,9 km, 23 kontrol, 300m převýšení. - Mapa: Golosiivo 1:15 000 E 5 m |
| Umístění                                                                                   | Země                                                                                       | Jméno                                                                                      | Čas                                                                                        | Ztráta                                                                                     | Umístění                                                                                   | Země                                                                                       | Jméno                                                                                      | Čas                                                                                        | Ztráta                                                                                     |
|                                                                                            | Švýcarsko                                                                                  | Matthias Merz                                                                              | 1:44:28                                                                                    |                                                                                            |                                                                                            | Finsko                                                                                     | Minna Kauppiová                                                                            | 1:20:17                                                                                    |                                                                                            |
|                                                                                            | Rusko                                                                                      | Andrej Chramov                                                                             | 1:48:06                                                                                    | + 0:03:38                                                                                  |                                                                                            | Finsko                                                                                     | Heli Jukkolaová                                                                            | 1:20:17                                                                                    | +0:00:00                                                                                   |
|                                                                                            | Norsko                                                                                     | Anders Nordberg                                                                            | 1:48:36                                                                                    | + 0:04:08                                                                                  |                                                                                            | Švýcarsko                                                                                  | Simone Niggliová                                                                           | 1:21:48                                                                                    | +0:01:31                                                                                   |
| 7.                                                                                         | Česko                                                                                      | Michal Smola                                                                               | 1:50:32                                                                                    | + 0:06:04                                                                                  | 14.                                                                                        | Česko                                                                                      | Eva Juřeníková                                                                             | 1:30:45                                                                                    | + 0:10:28                                                                                  |
| DSQ.                                                                                       | Česko                                                                                      | Tomáš Dlabaja                                                                              |                                                                                            |                                                                                            | 16.                                                                                        | Česko                                                                                      | Dana Brožková                                                                              | 1:31:13                                                                                    | + 0:10:56                                                                                  |
| Oficiální výsledky: Ženy i Muži                                                            |                                                                                            |                                                                                            |                                                                                            |                                                                                            |                                                                                            |                                                                                            |                                                                                            |                                                                                            |                                                                                            |

## Výsledky štafetového závodu
| Muži | Muži                                                                                                 | Muži                                                                                                 | Muži                                                                                                 | Muži                                                                                                 | Ženy                                                                                          | Ženy                                                                                          | Ženy                                                                                          | Ženy                                                                                          | Ženy                                                                                          |
| --- | --- | --- | --- | --- | --------------------------------------------------------------------------------------------- | --------------------------------------------------------------------------------------------- | --------------------------------------------------------------------------------------------- | --------------------------------------------------------------------------------------------- | --------------------------------------------------------------------------------------------- |
| - Traťové parametry : 6,5–8,6km, 17–21 kontrol, 110–175 m převýšení - Mapa: Golosiivo 1:10 000 E 5 m                 | - Traťové parametry : 6,5–8,6km, 17–21 kontrol, 110–175 m převýšení - Mapa: Golosiivo 1:10 000 E 5 m | - Traťové parametry : 6,5–8,6km, 17–21 kontrol, 110–175 m převýšení - Mapa: Golosiivo 1:10 000 E 5 m | - Traťové parametry : 6,5–8,6km, 17–21 kontrol, 110–175 m převýšení - Mapa: Golosiivo 1:10 000 E 5 m | - Traťové parametry : 6,5–8,6km, 17–21 kontrol, 110–175 m převýšení - Mapa: Golosiivo 1:10 000 E 5 m | - Parametry : 5,4–6,1 km, 14–17 kontrol, 140–150 m převýšení - Mapa: Golosiivo 1:10 000 E 5 m | - Parametry : 5,4–6,1 km, 14–17 kontrol, 140–150 m převýšení - Mapa: Golosiivo 1:10 000 E 5 m | - Parametry : 5,4–6,1 km, 14–17 kontrol, 140–150 m převýšení - Mapa: Golosiivo 1:10 000 E 5 m | - Parametry : 5,4–6,1 km, 14–17 kontrol, 140–150 m převýšení - Mapa: Golosiivo 1:10 000 E 5 m | - Parametry : 5,4–6,1 km, 14–17 kontrol, 140–150 m převýšení - Mapa: Golosiivo 1:10 000 E 5 m |
| Umístění | Země                                                                                                 | Jméno                                                                                                | Čas                                                                                                  | Ztráta                                                                                               | Umístění                                                                                      | Země                                                                                          | Jméno                                                                                         | Čas                                                                                           | Ztráta                                                                                        |
| | Rusko                                                                                                | Roman Jefimov Andrej Chramov Valentin Novikov                                                        | 2:10:26                                                                                              | |                                                                                               | Finsko                                                                                        | Paula Haapakoskiová Heli Jukkolaová Minna Kauppiová                                           | 1:46:35                                                                                       |                                                                                               |
| | Švédsko                                                                                              | Peter Öberg David Andersson Emil Wingstedt                                                           | 2:11:08                                                                                              | +0:00:42                                                                                             |                                                                                               | Švédsko                                                                                       | Annika Billstamová Emma Engstrandová Helena Janssonová                                        | 1:47:41                                                                                       | +0:01:06                                                                                      |
| | Finsko                                                                                               | Mats Haldin Pasi Ikonen Tero Föhr                                                                    | 2:11:35                                                                                              | +0:01:09                                                                                             |                                                                                               | Finsko                                                                                        | Ingunn Hultgreen Weltzienová Marianne Andersenová Anne Margrethe Hauskenová                   | 1:57:40                                                                                       | +0:11:05                                                                                      |
| 9. | Česko                                                                                                | Jan Procházka Michal Jedlička Michal Smola                                                           | 2:17:21                                                                                              | +0:06:55                                                                                             | 6.                                                                                            | Česko                                                                                         | Zdenka Stará Eva Juřeníková Dana Brožková                                                     | 1:57:49                                                                                       | +0:11:14                                                                                      |
| Oficiální výsledky: Ženy Archivováno 4. 7. 2008 na Wayback Machine., Muži Archivováno 4. 7. 2008 na Wayback Machine. | | | | |                                                                                               |                                                                                               |                                                                                               |                                                                                               |                                                                                               |

## Medailová klasifikace podle zemí

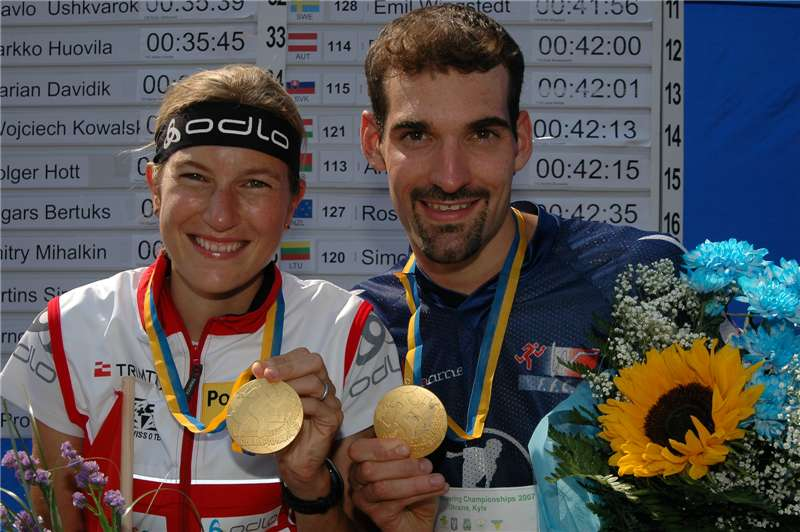
Nejúspěšnějšími závodníky se dvěma zlatými medailemi se stali Francouz Thierry Gueorgiou a Švýcarka Simone Niggliová

| Medailová klasifikace podle zemí | Medailová klasifikace podle zemí | Medailová klasifikace podle zemí | Medailová klasifikace podle zemí | Medailová klasifikace podle zemí | Medailová klasifikace podle zemí |
| Umístění                         | Země                             | Zlato                            | Stříbro                          | Bronz                            | Součet                           |
| -------------------------------- | -------------------------------- | -------------------------------- | -------------------------------- | -------------------------------- | -------------------------------- |
|                                  | Finsko                           | 3                                | 3                                | 1                                | 7                                |
|                                  | Švýcarsko                        | 3                                | 1                                | 1                                | 5                                |
|                                  | Francie                          | 2                                | -                                | -                                | 2                                |
| 4                                | Rusko                            | 1                                | 1                                | 1                                | 3                                |
| 5                                | Švédsko                          | -                                | 2                                | 2                                | 4                                |
| 6                                | Norsko                           | -                                | -                                | 3                                | 3                                |